# Liste der Monuments historiques in Moulins-sur-Yèvre
Die Liste der Monuments historiques in Moulins-sur-Yèvre führt die Monuments historiques in der französischen Gemeinde Moulins-sur-Yèvre auf.

## Liste der Bauwerke
| Bezeichnung                                    | Beschreibung                       | Standort          | Kennzeichnung | Schutzstatus | Datum | Bild |
| ---------------------------------------------- | ---------------------------------- | ----------------- | ------------- | ------------ | ----- | ---- |
| Château de Maubranche                          | Schloss, erbaut im 15. Jahrhundert | Maubranche (Lage) | PA18000058    | Inscrit      | 2013  |      |
| Kapelle Notre-Dame de Liesse et de Consolation | Erbaut 1619                        | Maubranche (Lage) | PA18000057    | Inscrit      | 2013  |      |

## Liste der Objekte
| Bezeichnung                                                                | Beschreibung                     | Standort                             | Kennzeichnung | Schutzstatus | Datum | Bild |
| -------------------------------------------------------------------------- | -------------------------------- | ------------------------------------ | ------------- | ------------ | ----- | ---- |
| Grabplatte für Gilbert de Baulin, Grundherr von Maubranches (verschwunden) | Stein, Ende des 16. Jahrhunderts | in der Kirche St-Austregisile (Lage) | PM18000277    | Classé       | 1908  |      |